# Моккус, Антанас
Антанас Моккус Шивицкас (исп. Aurelijus Rutenis Antanas Mockus Šivickas; 25 марта 1952, Богота) — колумбийский философ, математик, писатель, журналист, политический деятель, представляющий экологическую «Партию зелёных». Настоящее литовское произношение фамилии Моцкус Шивицкас.

## Биография
Родился в семье иммигрантов из Литвы. Его мать Ниёле Шивицкас де Моккус — известный в Колумбии скульптор. Антанас уже в два года научился читать. С отличием окончил Французский колледж в Боготе. Изучал математику и философию в университетах Франции и Колумбии. В 1990 году был назначен ректором Колумбийского национального университета в Боготе. Преподавал романские языки в Гарварде, читал лекции в университете Виргинии, посетил литовскую колонию в Чикаго (самую большую вне Литвы), где выступил на литовском языке. Тогда же литовским эмигрантским журналом „Draugas“ («Товарищ») был признан «Литовцем года».
Дважды (в 1995—1997 и в 2001—2003 годах) был мэром Боготы, столицы Колумбии. На ведущие должности в администрации Моккус назначал учёных, а не политиков. В общественном мнении, по словам журналистов, он зарекомендовал себя «созидательным и эффективным хозяйственником», добившимся радикальных перемен в Боготе: добился снижения уровня преступности, в значительной степени избавил город от пробок на дорогах, запретил использование частными лицами пиротехники, ежегодно уносившей сотни жизней.
Участвовал в президентских выборах 1998 года как кандидат в вице-президенты при независимом кандидате Ноэми Санин. Их тандем занял третье место, получив 2 825 706 (26,88 %) голосов. В 2006 году Моккус баллотировался в президенты, но занял четвёртое место, набрав 146 540 (1,24 %) голосов.
14 марта 2010 года Моккус был избран кандидатом от партии «Зелёных» в качестве кандидата на пост президента Колумбии. Первый раунд выборов прошёл 30 мая 2010 года. Моккус получил 21,5 процента голосов избирателей, намного меньше, чем его основной соперник Хуан Мануэль Сантос, выдвинутый от правящей партии. Второй раунд выборов, в котором приняли участие лишь два кандидата, набравших наибольшее число голосов, состоялся 20 июня 2010. Во втором туре Моккус получил 3 588 819 (27,5 %) голосов и уступил Сантосу.
Женат на Адриане Кордоба (Adriana Córdoba). По собственному заявлению, Моккус страдает болезнью Паркинсона, но врачи обещают ему как минимум 12 лет полноценной жизни.